# 北朝鮮における2019年コロナウイルス感染症の流行状況
北朝鮮における2019年コロナウイルス感染症の流行状況（きたちょうせんにおける2019ねんしんがたコロナウイルスかんせんしょうのりゅうこうじょうきょう）では、北朝鮮における新型コロナウイルス感染症（COVID-19）の流行状況について述べる。

## 背景
北朝鮮は貧弱な国であり、医療インフラが脆弱であり、制裁の対象となっているため、大規模な感染症の流行時に脆弱になる可能性がある。広範囲にわたる栄養失調がCOVID-19の蔓延を悪化させる恐れがある。外交上および経済上孤立したそれはパンデミックの起点である中国と国境を接し、北朝鮮の最も近い同盟国であり、観光客の源でもある。NKニュースによると、2019年に中国から北朝鮮に入る観光バスの数は増加し、中国政府は制限をより厳格に施行するように促した。
北朝鮮政府は秘密主義であり、メディアは厳しく管理されているため、国内で実際に何が起こっているのかを外部の者が判断することは困難である。
歴史的に北朝鮮は海外での流行に直面した際、たとえば2014年のエボラ出血熱の流行中は旅行を遮断している。さらに過去にも伝染病の根絶に成功しており、2018年には麻疹を撲滅したと伝えられる。北朝鮮政府は非常に権威主義的であり、国に対する強力な統制を維持している。専門家は社会的距離などが疾病管理措置の実施に役立つと予想している。

## 感染者確認前の防疫措置
2020年1月20日より中国人観光客、22日より全ての外国人観光客を入国禁止とした。また、31日までに北京や極東ロシアのウラジオストクと平壌を結ぶ高麗航空の航空便の運航を停止した。また、開城に設置されている韓国との共同連絡事務所については南北連絡代表による協議の結果、1月30日をもって連絡事務所の運営を暫定的に中止することを決定。共同連絡事務所に駐在していた韓国側の全職員は早期に引き上げ、閉鎖期間中の南北間連絡手段として、ソウル・平壌間の直通電話とファックスを開設し、南北間の連絡チャンネルは維持するとしている。
北朝鮮は、COVID-19により国境を閉鎖した最初の国の1つであった。政府は広範囲の旅行制限を実施しており、1月下旬に国外からの観光客の入国を禁止し、その後フライトを一時停止し、国内および国外への旅行を禁止している。
2020年2月初旬、北朝鮮政府はコロナウイルスの蔓延を阻止するために厳しい措置をとったと報告された。朝鮮労働党機関紙・労働新聞は、南浦港の税関職員が輸入品の検疫を含む消毒活動を行っていたと報告した。学校は国中で閉鎖された。国内の他の場所からの平壌の大学生は寮に監禁された。
人々はウイルスの蔓延を防ぐために隔離された。3月に外交官および他の外国人がウラジオストクに避難した。
2月1日、北朝鮮の最高指導者である金正恩党委員長（国務委員会委員長）は中国共産党の習近平総書記に慰問の書簡と義援金を送ったと朝鮮中央通信が報じた。
2月7日、平安北道新義州市と義州郡の病院で5人の感染者が死亡したとデイリーNKが報道した。また、平壌直轄市でも感染者が出たという報道もある。
2月29日発朝鮮中央通信報道によると、金正恩党委員長は朝鮮労働党政治局拡大会議で「この伝染病がわが国に流入した場合、もたらされる結果は深刻だ」と発言し、対策の強化を指示したことが判明した。
北朝鮮軍は2020年3月初旬に2回に渡って5つのミサイルを発射したが、これは「ウイルスの発生中、国が他の国の議題に留まるようにするための取り組み」である可能性がある。3月下旬にはさらにミサイルのテストが行われ、4月初旬に最高人民会議が開かれるとの発表があった。外国のオブザーバーは、政府はウイルスの取り扱いに自信を示していると語った。
3月13日には在韓米軍司令官のロバート・B・エイブラムス大将が新型コロナウイルスが朝鮮人民軍の活動に影響していることを明らかにしたほか、金正恩党委員長が新型コロナウイルスを警戒して平壌を離れ、東部の元山周辺に滞在している模様であることが判明した。
3月17日、金正恩は朝鮮労働党創立75周年記念事業として平壌総合病院の建設開始を命じる一方、COVID-19の北朝鮮国内での発症を否定し続けた。
金正恩は韓国での大発生の中での支援の表れとして、韓国大統領の文在寅に書簡を送った。
3月21日、北朝鮮はドナルド・トランプ米国大統領が金正恩に書簡を送り、COVID-19への対処について喜んで協力すると表明したと述べた。
2020年5月8日、金正恩委員長は中国によるCOVID-19への対処を称賛する口頭親書を習近平総書記に送り、翌9日に習近平総書記は金正恩委員長にCOVID-19への対処で支援すると返信した。
2020年7月26日、朝鮮中央通信は3年前に韓国へ脱出後、7月19日、違法に軍事境界線を越えて北朝鮮南西部の開城に戻った人物（脱北者）が新型コロナウイルスに感染した疑いがあることが判明し、開城を7月24日午後から完全封鎖（ロックダウン、都市封鎖）する措置を取ったと報じた。
これを受けて、金正恩臨席の下、朝鮮労働党中央委員会政治局非常拡大会議が開催され、「国家非常防疫システムを最大非常体制に移行させることに関する党中央委員会政治局の決定書」を全員一致で採択したことなどが発表された。

### 影響
韓国のメディアは、北朝鮮へのCOVID-19流行の広がりを示唆するニュースを共有したが、WHOはそのような主張の真実性を否定した。2020年2月18日、労働新聞は「これまでに確認された新しいコロナウイルスの症例は確認されていなかった」と公衆衛生局が引用した。WHOは北朝鮮への援助を優先した。
3月初旬、北朝鮮政府はCOVID-19の症例があったことを否定し続けた。
2月と3月に、米国当局は北朝鮮での軍事活動の減少が見られたことを発表した。これは、国内でCOVID-19事件が発生している兆候であると考えられている。ロバート・B・エイブラムスは、北朝鮮軍が「約30日間封鎖された」こと、「24日間飛行機を操縦しなかった」ことに気づいた。
北朝鮮では新型コロナウイルスと経済制裁による財政難を受け、4月11日の朝鮮労働党政治局会議で2003年以来17年ぶりとなる公債発行を決定した。
4月27日、中国外務省の耿爽報道官は、必要になった場合の備えであると前置きして北朝鮮に新型コロナウイルスの検査キットを提供したと述べ、中国が北朝鮮に人民解放軍総医院（301病院）から専門家を派遣したとする報道についても否定しなかった。
脱北者が北朝鮮を脱出するのを支援する地下ネットワークは、ウイルスを阻止するために実施された厳格な統制の中でほとんど機能することができず、脱北の試みは中断された。北朝鮮の金正恩と中国の習近平の政権下での治安の向上が原因で、不良率はすでに低下していた。

### 2020年の対応
- 2020年
  - 1月23日から、北朝鮮は外国人観光客を禁止した。[37]また、新義州市で疑わしい症例が確認され、検疫された[38]。
  - 1月30日、北朝鮮の報道機関である朝鮮中央通信（KCNA）は緊急事態を宣言し、全国に流行防止本部を設置すると報告した[39]。
  - 2月2日、KCNAは、1月13日以降に入国したすべての人々が「医療監督下」に置かれたと報告した[39]。
  - 2月7日、韓国のメディアアウトレット、デイリーNKは、新義州市在住の5人の北朝鮮人が死亡したと主張した[40]。同日、コリアタイムスは首都平壌に住む北朝鮮人女性が感染したと報告した[41]。主張に関する北朝鮮当局による確認がないにもかかわらず、国はウイルスの蔓延と戦うためのより厳しい措置を実施した[42][43]。
  - 2月20日から学校は閉鎖された[13]。
  - 2月29日、金正恩は COVID-19が北朝鮮に広がるのを防ぐために取られるべきより強力な対策を要求した[44]。
  - 3月14日、北朝鮮の国営メディアは、その領土で確認された症例はなかったと報告した[45]。
  - 3月18日、金正恩は北朝鮮での新しい病院の建設を命じると同時に、北朝鮮でのCOVID-19の症例を否定し続けた。北朝鮮の国営メディアはまた、3月17日火曜日の前日に新しい病院の画期的な動きがあったと報じた。金正恩氏は、韓国の与党労働者党に関連する新聞にCOVID-19に言及することはなく、国民の医療制度の全般的な改善のために新しい病院の建設が行われていると伝えた[46]。
  - 3月20日、北朝鮮のメディアは、2,590人以上が平壌北部と平壌南部で検疫から解放されたと述べた。隔離された3人を除くすべての外国人が解放された[14]。

### 2021年の対応
- 2021年
  - 6月 - 金正恩は新型ウイルスの感染予防で「重大危機」をおこしたとして当局者を処罰したと国営メディアが報じた[47]。
  - 7月 - イギリスのアストラゼネカ製ワクチン約200万回分について、副反応への懸念から受け取りを拒否した[48]。
  - 9月 - 国連児童基金（ユニセフ）から提供の申し出のあった中国製ワクチン「シノヴァク」約300万回分の受け取りを拒否した[48]。

### 国内外のメディアによる報道
北朝鮮では、公には感染者は0と報道していたが、水面下で対策支援を韓国などの他国に求めていたという。国外のメディアは北朝鮮の発表に疑義を挟む報道を行っており、例えば韓国のデイリーNKは、北朝鮮の新義州市にて2020年1月下旬に5人がCOVID-19が原因と思われる謎の高熱で死亡したが当局が箝口令を敷き隠蔽していると2月上旬に報じたことを皮切りに、3月には朝鮮人民軍内で180人がCOVID-19により死亡し、3,700人が隔離されたことを軍の医局が最高司令部に報告したと報道しているほか、現代朝鮮研究者で麗澤大学の西岡力客員教授は、COVID-19による北朝鮮国内の死者が1万人を超えたという内部情報を3月下旬に得たとしている。
北朝鮮国内の報道としては、3月27日に北朝鮮の国営メディアが感染予防措置として約2,280人を医学的監視対象者として隔離が行われていると報道した。連日北朝鮮では、世界各国の新型コロナウイルスの流行のニュースを報道している。海外出張から帰国した者と接触者、感染が疑われる症例がある者は30日間隔離し医学的観察を行っていると述べており、国内の感染者はいないことを繰り返し報道している。
デイリーNK発4月18日報道などによると、北朝鮮当局者が一般国民を対象にした講演で、平壌市と黄海南道、咸鏡北道で新型コロナウイルス感染者が発生したことを認めたことがわかった。
2020年12月に米シンクタンクの北朝鮮専門家ハリー・カジアニスが日本の情報当局者2人の話を根拠に「金正恩氏と一族、指導部内の複数高官は、中国政府が供給したワクチン候補のおかげで、新型コロナの予防接種を過去2-3週間の間に受けている」と述べたことを複数のメディアが相次いで報じた。これに対し、中国政府は否定的な見解を示した。

## 発熱症例の爆発的拡大
朝鮮中央通信（KCNA）の報道によると、2022年4月下旬から原因が特定できない発熱症例が全土で爆発的に拡大して、2022年5月13日時点で18万7800人が隔離されていると報じた。

## 感染者発生の公式確認後

### 感染者の公式確認
2022年5月12日に朝鮮中央通信が新型コロナウイルスの最初の感染者が4日前に確認されたと報じた。この報道で朝鮮中央通信は「検疫前線」を突破した「深刻な国家の緊急事態」と報じている。
2022年5月12日に北朝鮮の国営メディアは全土で厳しいロックダウンが始まったことを伝えた。しかし平壌の一部地域では公式発表の少なくとも2日前からロックダウン状態だったという報道もある。
一方で感染者の発生報道後、韓国政府から人道的支援の申し出があったが北朝鮮側からの反応はなかったという。

### 終息宣言及び識者の分析
2022年8月5日、朝鮮中央通信は全ての発熱患者が回復したと伝えた。8月11日には、金正恩朝鮮労働党総書記が8月10日に開かれた全国非常防疫総括会議で「防疫戦争が終息し、勝利を宣言するに至った」と述べたと報じた。北朝鮮の発表によると2022年7月末までに約477万人が発熱し74人が死亡したとしている。また、金与正朝鮮労働党副部長は会議で新型コロナ流入の原因が、韓国の脱北者団体が北朝鮮に向けて飛ばすビラなどが原因だと非難した。
北朝鮮の新型コロナの統計については死者数が極端に少なく疑問視する見方も出ている。
漢陽大学教授のシン・ヨンジョンは、新型コロナの第1波はピークを過ぎたかもしれないが、死者数については「あり得ない」とし、最大5万人が死亡した可能性があるとの見解を示した。
韓国統一相の権寧世は北朝鮮のデータには「信頼性の問題」があるとしつつ、感染状況は「ある程度抑制」されているとの見解を示した。
韓国統一研究院シニアフェローのチョ・ハンボムは、規制による食料不足と国民感情の悪化のため、金正恩総書記が集団免疫の獲得を決めた可能性があると指摘している。

### 2022年のタイムライン
- 5月12日 - 朝鮮中央通信は、平壌市において発熱した男性からSARSコロナウイルス2-オミクロン株が検出されたとして、コロナウイルスの国内流入を初めて認めた。金正恩党総書記は「拡散を完璧に遮断するように」と指示した[61]。
- 5月12日 - アメリカのジェン・サキ大統領報道官は、北朝鮮がワクチンを共同購入・分配する国際的枠組み COVAXによるワクチン提供を拒絶したと明らかにした[62]。
- 5月13日 - 韓国の尹錫悦大統領は、北朝鮮と協議のうえで新型コロナワクチンや医薬品を支援する意向を表明[63]。
- 5月14日 - 朝鮮中央通信は、前日13日の1日で約17万4,400人が発熱し、21人が死亡したと報じ、4月末以降の累計では感染者約52万4,400人、死者27人に上り、このうち約28万800人が現在も治療を受けているとした。金総書記は、「建国以来の大動乱」であり、「防疫事業での党組織の無能と無責任」にも起因していると譴責した上で、中国の党と人民が得た先進的で豊富な防疫成果と経験に学んだ対策をとるべきだと述べた[64]。
- 5月15日 - 朝鮮中央通信は、13日の夕方から14日の午後6時までに約29万6180人の発熱者が確認され、15人が死亡したと報じた[65][66]。
- 5月16日 - 朝鮮中央通信は、16日に約39万2920人の発熱者が確認されて、8人が死亡したと報じた[67]。
- 7月1日 -  北朝鮮のコロナの発生源について、江原道金剛郡伊布里（1945年当時に基づく韓国の名目上の行政区画では麟蹄郡瑞和面伊布里）であると主張した。[68]
- 8月5日 - 朝鮮中央通信が全ての発熱患者の回復を報じる[59]。
- 8月10日 - 金正恩朝鮮労働党総書記が全国非常防疫総括会議で「防疫戦争」の終息を宣言[60]。